# Клейстокактус
Клейстока́ктус (лат. Cleistocactus от греч. κλειστή  — «закрываю» и κάκτος) — род южноамериканских кактусов с колонновидными или полегающими ребристыми стеблями. В недавнее время в него был включён целый ряд ранее самостоятельных родов кактусов. Назван так в связи со строением цветков, которые практически всегда закрыты и представляют собой трубки длиной от 2 до 9 сантиметров. Родина — предгорья Анд, холмистые и скалистые районы Боливии, Перу, Уругвая и западной Аргентины.

## Характеристики
Впервые клейстокактусы описаны в 1861 году французским ботаником Шарлем Лемером. Род объединяет 49 видов столбовидных (напр. Клейстокактус Штрауса), горизонтальных (Клейстокактус изумрудноцветковый) или ползучих (Клейстокактус Винтера), в зависимости от вида, кустарниковидных кактусов, ветвящихся у основания. Длина стеблей разнится от 30 сантиметров, как, например, у клейстокактуса Баумана, до 3 метров у прямостоящих древовидных растений. Диаметр стеблей также сильно варьируется. Например, у молодых клейстокактусов Винтера он не превышает одного-двух сантиметров. Другие виды, достигая в высоту двух метров, имеют в диаметре 8-9 сантиметров. Рёбра неглубокие и многочисленные, в среднем их 15-25. Ареолы также многочисленны, посажены близко друг к другу и несут в себе множество щетинковидных колючек разной длины (от 5 миллиметров у молодых и низкорослых растений до 5 сантиметров у старых древовидных кактусов) и цвета (белых, серых, жёлтых, коричневых, красных). Радиальные колючки (7—30) тонкие, прямые, 0,3—1,5 см длиной. Центральные колючки (1—3) игловидные, до 5 см длиной. Из-за частых ареол и сближенных рёбер многочисленные колючки некоторых клейстокактусов почти полностью скрывают стебель растения. Популярный в культуре клейстокактус Штрауса по этой причине прозван «белой свечкой». Растут кактусы этого рода относительно быстро, за вегетативный сезон в среднем приращивая 3-5 сантиметров.

## Цветение
Одной из примечательных особенностей клейстокактусов является их обильное цветение.

## Виды
По информации базы данных The Plant List, род включает 43 вида:
- Cleistocactus acanthurus (Vaupel) D.R.Hunt
- Cleistocactus baumannii (Lem.) Lem.
- Cleistocactus brookeae Cárdenas
- Cleistocactus buchtienii Backeb. ex Backeb. & F.M.Knuth
- Cleistocactus candelilla Cárdenas
- Cleistocactus chrysocephalus (F.Ritter) Mottram
- Cleistocactus × crassiserpens Rauh & Backeb.
- Cleistocactus erectispinus (Rauh & Backeb.) Ostolaza
- Cleistocactus erigens (Rauh & Backeb.) Ostolaza
- Cleistocactus fieldianus (Britton & Rose) D.R.Hunt
- Cleistocactus hoffmannii G.J.Charles
- Cleistocactus hyalacanthus (K.Schum.) Rol.-Goss.
- Cleistocactus hystrix (Rauh & Backeb.) Ostolaza
- Cleistocactus icosagonus (Kunth) A.Weber
- Cleistocactus jajoanus (Backeb.) G.J.Charles
- Cleistocactus laniceps (K. Schum.) Gosselin
- Cleistocactus longiserpens Leuenb.
- Cleistocactus luribayensis Cárdenas
- Cleistocactus morawetzianus Backeb.
- Cleistocactus muyurinensis F.Ritter
- Cleistocactus orthogonus Cárdenas
- Cleistocactus pachycladus (Rauh & Backeb.) Ostolaza
- Cleistocactus palhuayensis F.Ritter & Shahori
- Cleistocactus parapetiensis Cárdenas
- Cleistocactus parviflorus (K.Schum.) Rol.-Goss.
- Cleistocactus plagiostoma (Vaupel) D.R.Hunt
- Cleistocactus pycnacanthus (Rauh & Backeb.) Backeb.
- Cleistocactus reae Cárdenas
- Cleistocactus ritteri Backeb.
- Cleistocactus roezlii (Haage ex K.Schum.) Backeb.
- Cleistocactus × rojoi Cárdenas
- Cleistocactus roseiflorus (Buining) G.D.Rowley
- Cleistocactus samaipatanus (Cárdenas) D.R.Hunt
- Cleistocactus sepium (Kunth) A.Weber
- Cleistocactus serpens (Kunth) A.Weber
- Cleistocactus sextonianus (Backeb.) D.R.Hunt
- Cleistocactus smaragdiflorus (F.A.C.Weber) Britton & Rose
- Cleistocactus straussii (Heese) Backeb.
- Cleistocactus tenuiserpens Rauh & Backeb.
- Cleistocactus tominensis (Weing.) Backeb.
- Cleistocactus variispinus F.Ritter
- Cleistocactus winteri D.R.Hunt
- Cleistocactus xylorhizus (F.Ritter) Ostolaza